# Péplos (vêtement)
Pour les articles homonymes, voir Péplos.
Le péplos (πέπλος en grec ancien, ou peplum en latin) est la tunique féminine de style dorien de la Grèce antique (Fig. 1). 
Le terme « péplophore » désigne une figure porteuse de péplos : ainsi des sculptures employées pour soutenir un élément d'architecture horizontal, un entablement. C'est le cas des Caryatides des l'Erechthéion. Les plis de leurs péplos rappelant les cannelures d'un colonne. 

## Description et usage

Principe du péplos dorien.

C'est une pièce de tissu rectangulaire, à gros plis (comme en portent les Korai de l’Érechthéion) pliée en deux et cousue afin de former une sorte de tube cylindrique dont le haut forme un rabat sur la poitrine (parfois aussi sur les épaules). Les deux moitiés du tissu sont attachées par une agrafe sur chaque épaule. Le péplos est maintenu à la taille par une ceinture (Fig. 2). 
Il est en tissu lourd (laine). Il s'enfile par les pieds en glissant sous les aisselles et est toujours plus long que la taille de celle qui le porte. Il se porte parfois avec une petite cape dans la même étoffe.
Ce vêtement est un endyma, ou dirait aujourd’hui une robe, ou bien un épibléma, un manteau, mais ce dernier est décrit comme une large étoffe recouvrant une grande partie du corps et de la tête (il est porté par certaines korai de Samos, dans le troisième quart du VIe siècle AEC).
Chaque année, lors de la fête des Panathénées, on offrait à Athéna un péplos brodé,. On croit, bien que pas sans désaccord, que la frise du Parthénon représente la scène du péplos pendant les Panathénées.
Il disparaît progressivement avec l'apparition du lin qui permet des vêtements plus amples et plus souples pour être remplacé par le chiton[réf. souhaitée].

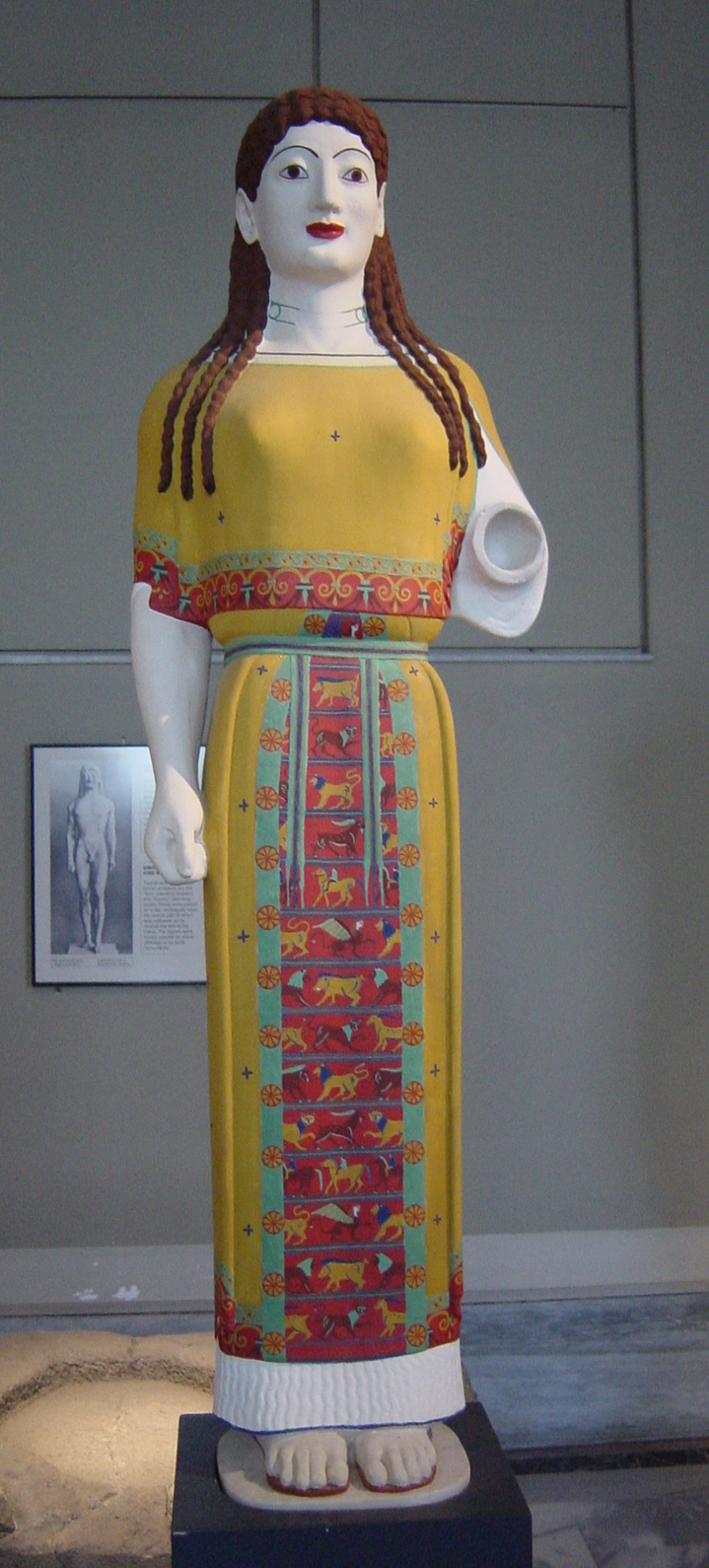
Reconstitution colorée de la korè au péplos - Musée archéologique d'Istanbul.

Dans l'imaginaire collectif, le péplos est blanc, mais ceci dépend du fait que les statues grecques ont perdu leurs couleurs d'origine. À partir des traces de couleurs qui subsistent, on a tenté la restitution des couleurs résiduelles et l'aspect probable des vêtements colorés et décorés de motifs brodés de couleurs vives.